# الهجوم المسلح على حافلة كراتشي 2015
في 13 مايو 2015، قام ستة مسلحين بالهجوم على حافلة في صفورا قوثه في كراتشي في باكستان، مما أدى لمقتل 45 شخصًا على الأقل وإصابة العشرات. أغلب القتلى كانوا من الشيعة أتباع الطائفة الإسماعيلية، تبنَّت جماعة جند الله الإرهابية العمليَّة، ووُجدت منشورات ندعم تنظيم داعش الذي بايعته الجماعة في موقع الجريمة.

## خلفية
الهجمات المُسلَّحة على شيعة باكستان جرت بأعداد كبيرة في آخر سنتين من قِبَل العديد من الجماعات الإرهابيَّة المُسلحَّة كجند الله وطالبان باكستان ولشكر جهنكوي، الذي يصفون الشيعة بالرِّدَّة.

## إطلاق النار
ستة مسلَّحين، منهم اثنين مُتنَّكرين بزي الشرطة، أوقفوا الحافلة بعد فترة قصيرة من انطلاقها من منطقة صفورا گوثه في كراتشي في باكستان. قام المُسلَّحون بعد ذلك بدخول الحافلة وقتل رُكَّابها الخمسة وأربعين، الذين كان من ضمنهم 16 امرأة. غالبية رُكَّاب الحافلة كانوا من الطائفة الإسماعيلية، أحد طوائف الشيعة. مجتمع الإسماعيلية مجتمع مُسالم ومُتقدِّم لا يتدخَّل بالسياسة، وله إسهامات معروفة في مجال التعليم والصحة في دولة باكستان.

## المنفذون
جند الله، جماعة إرهابيَّة سُنيَّة مُرتبطة بطالبان باكستان تبنَّت العمليَّة، ونذرت أن تقوم بالمزيد من العمليَّات المُشابهة على الأقليَّات.
الجماعة التي بايعت تنظيم الدولة الإسلامية (داعش) في 2014 تركت مجموعة من المُلصقات الدعاوية للتنظيم اللاحق، واصفة الهجوم بأنه رد على «الفظائع البربرية» في العراق وسورية واليمن، ملقية اللوم على الشيعة. ومعلنة الهجوم كردٍّ على الأعمال الخارجة عن القانون التي تقوم بها الهيئات القانونية الباكستانية.

## ردود الفعل

### المحلية
رئيس وزراء پاكستان نواز شريف وكبير وزراء السند قائم علي شاه وأحزاب سياسية رئيسية قاموا بإدانة الهجوم بشدَّة، بالإضافة لشخصيات عامة مشهورة. أعلن رئيس الوزراء اليوم التالي يوم حداد وطني ستُكنَّس فيه الأعلام. الرئيس في الجيش الوطني اللواء راهيل شريف قام بإلغاء رحلته لسري لانكا التي كان من المُفترض أن تدوم لثلاثة أيام، وذهب لكراچي لتقييم الوضع. قام شريف بمُهاتفة قائد الجماعة الإسماعيلة آغا خان قائلًا: «إن قُلوبنا مع عوائل القتلى. لن يدخر أي جهد للقبض على القائمين على هذا العمل الإرهابي ومحرِّضيهم ومعاقبتهم».
قائد الجماعة الإسماعيلية آغا خان عبَّر عن صدمته وحُزنه جراء القتل، واصفًا العملية الإرهابية «عُنف لا معنى له ضد مُجتمع مُسالم.»

### الدولية
قامت كل من الهند وتركيا والولايات المتحدة وإيران بإدانة الهجوم، كما قام الاتحاد الأوروبي بإصدار بيان عبَّر فيه عن تعازيه ل«عوائل وأصدقاء القتلى.»